# Proalbionbaatar
Proalbionbaatar is een geslacht van kleine uitgestorven zoogdieren uit het Laat-Jura van Guimarota, Portugal. Het is het meest afgeleide lid van de orde Multituberculata dat bekend is van die plaats, en deelde het tijdperk met de veel grotere dinosauriërs. Het ligt binnen de onderorde Plagiaulacida en familie Albionbaataridae.
Het geslacht Proalbionbaatar werd benoemd in 1998 door Gerhard Hahn en Renate Hahn op basis van een enkele soort. De geslachtsnaam verwijst naar het feit dat het zowel ouder als basaler is dan Albionbaatar, een in grote lijnen vergelijkbare vorm die bekend is uit het Vroeg-Krijt van Dorset, Engeland.
De soort Proalbionbaatar plagiocyrtus werd in 1998 door G. Hahn en R. Hahn benoemd. De soortaanduiding betekent 'met een zijbult', een verwijzing naar de vorm van de kies.
Fossiele overblijfselen zijn bekend uit lagen uit het Kimmeridgien (Laat-Jura) van Guimarota, Portugal. Overblijfselen zijn momenteel beperkt tot twee losse bovenmolaren, die kleiner zijn dan de overeenkomstige tanden van paulchoffatiiden (Paulchoffatiidae is de best vertegenwoordigde multituberculate groep van Guimarota). Deze tanden hebben ook meer knobbels, die in twee rijen zijn gerangschikt. (Hahn & Hahn 2000, blz. 106). Het holotype is IPFUB pl (m1)-1, een linkerkies.